# Heinrich Rüdiger von Ilgen
 (juin 2023).
Heinrich Rüdiger Ilgen, titré à partir de 1701 von Ilgen, né le 30 septembre 1654 à Petershagen et mort le 6 décembre 1728 à Britz, un quartier de Berlin, est un homme d'état de l'électorat de Brandebourg et du royaume de Prusse. Il est l'un des diplomates brandebourgeois les plus importants des XVIIe et XVIIIe siècles.

## Biographie

### Origine
Son père Johann Rudolf Ilgen (1622-1679) est un conseiller du gouvernement privé brandebourgeois de Minden. Sa mère Margarete Ursula (morte en 1659) est la fille de Jacob Barth, conseiller privé suédois et commissaire à la guerre de Naumbourg.

### Carrière
Après avoir terminé ses études juridiques et politiques, il accepte un poste de greffier de son père dans le gouvernement de Minden. À la fin de 1678, vraisemblablement sur la recommandation de Leibniz, Ilgen se voit offrir un poste de secrétaire de légation aux côtés de Franz von Meinders (de), le plénipotentiaire du gouvernement de Berlin dans les négociations de paix avec la France. En tant qu'ambassadeur de Brandebourg, il continue à travailler à Paris jusqu'à la conclusion de la paix de Saint-Germain en 1679.
De retour à Berlin, l'électeur Frédéric-Guillaume le nomme secrétaire secret et en 1683 le promeut secrétaire de la chambre secrète, transférant simultanément l'une des quatre grandes expéditions de chancellerie, celle de Prusse et celle de Pologne. Le fils et successeur du grand électeur Frédéric III lui donne le titre de conseiller de la cour en 1693 et celui de conseiller privé en 1699. Après le couronnement de Frédéric (de) comme roi de Prusse En 1701, Ilgen est élevé à la noblesse prussienne héréditaire pour ses services et nommé véritable conseiller privé. Il est directement impliqué dans les préparatifs politiques étrangers et d'État pour le couronnement.
De 1698 à 1713, il collabore à la réforme de la justice. C'est à lui que l'on doit la forme définitive de l'Ordonnance générale relative à l'amélioration de la justice du 21 juin 1713. Il prend également une part active à la réforme de l'administration des domaines, principale base des finances de l'État. En politique étrangère, Ilgen adopte initialement une position pro-suédoise pendant la Grande guerre du Nord. Il cherche un accord avec le roi Charles et les princes nord-allemands les plus puissants afin d'être protégé contre d'éventuelles attaques à l'arrière et d'obtenir des expansions territoriales de la désintégration de la Pologne qu'il attend. L'objectif est d'acquérir la Prusse-Occidentale ou une étendue de terre pour relier la Poméranie au royaume de Prusse.
Après la chute de Kolbe von Wartenberg à l'été 1711, il peut occuper le premier poste du cabinet et est protégé et promu par le prince héritier Frédéric-Guillaume. Même après l'arrivée au pouvoir de Frédéric-Guillaume Ier en 1713, Ilgen reste le principal conseiller en politique étrangère du roi, qui lui confie en même temps le poste de directeur régional de la Marche-Électorale, de la Nouvelle-Marche et du duché de Magdebourg. En termes d'organisation et de personnel, il est l'un des cofondateurs du ministère prussien des Affaires étrangères. Le traité d'Herrenhausen (de) du 3 septembre 1725 est conclu par le roi Frédéric-Guillaume en sa présence, mais contre les intentions d'Ilgen.
Heinrich Rüdiger Ilgen meurt le 6 décembre 1728 dans son château de Britz (de) à l'âge de 74 ans. Deux jours seulement après sa mort, le roi Frédéric-Guillaume Ier publie des instructions dans lesquelles il reprend les propositions de son ministre concernant la future organisation du département des Affaires étrangères.

### Famille et descendance
Ilgen épouse à Königsberg en 1693 Marie Louise, née von Droste, une fille du maire de Königsberg Carl von Droste, . Ils ont un fils et deux filles. Son fils Heinrich Rüdiger entre très tôt dans la fonction publique, dans un poste similaire à celui de son père, en tant que secrétaire secret. En 1740, il reçoit du roi Frédéric-Guillaume Ier l'expédition prusso-polonaise que son père a dirigée jusqu'à sa mort et lui confie également la direction des archives secrètes de la cour et de l'État. À sa mort en 1750, la lignée s'éteint dans la lignée masculine. Sa fille Charlotte Luise (née le 14 juillet 1702 et morte le 20 avril 1751) épouse le ministre prussien Friedrich Ernst zu Innhausen und Knyphausen (de) (1678-1731). La seconde fille Charlotte Gottliebe Constantia, née le 14 juillet 1702 et morte le 18 septembre 1747, est mariée au comte Erdmann von Pückler, né le 10 septembre 1687 et mort le 5 septembre 1742 ; après sa mort, elle se remarie avec Sigismund von Bronikowski, mort le 29 août 1765.

## Buste dans laSiegesallee

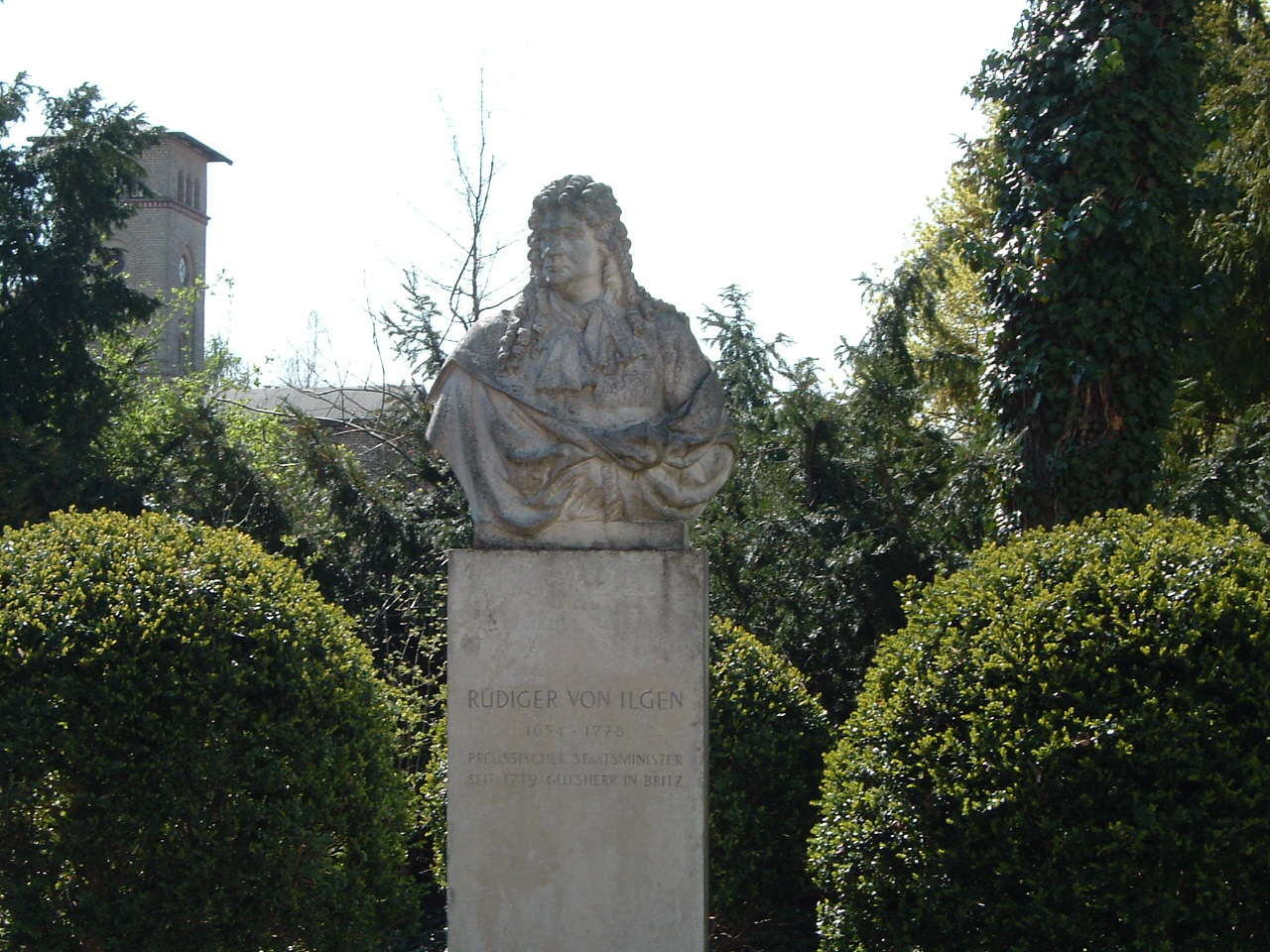
Buste d'Heinrich Rüdiger von Ilgen dans le jardin du

Pour l'ancienne Siegesallee de Berlin, le sculpteur Rudolf Siemering conçoit un buste en marbre d'Ilgen comme figure latérale du groupe de monuments 27 à la statue centrale du "roi soldat" Frédéric-Guillaume Ier, dévoilée le 22 décembre 1900. Le buste est doté d'un manteau drapé comme une cape et d'un châle noué. L'expression sereine du visage fait d'Ilgen un diplomate conscient de son pouvoir. La perruque allongée (de) le désigne comme un haut fonctionnaire. Le buste se trouve entre 1954 et 1988 dans le parc du château de Britz (de), qu'Ilgen a acheté en 1719. Depuis 1988, une copie du buste s'y trouve. L'original endommagé (il manque notamment le nez) est entreposé jusqu'en 2009 avec d'autres statues de la Siegesallee au musée lapidaire (de) de Berlin-Kreuzberg jusqu'en 2009 ; il est conservé dans la Citadelle de Spandau depuis mai 2009.